# Мондё, Анри
Анри́ Мондё (фр. Henri Mondeux; 22 июня 1826, род. fr:Neuvy-le-Roi — 1862) — французский феноменальный счётчик.
Сын лесоруба, он с раннего детства был пастухом и не имел возможности ходить в школу. Любимыми забавами Мондё с самого юного возраста были счёт камушков и кремней, которые он располагал рядами, и следующее за тем комбинирование представляемых ими чисел. Мало-помалу он достиг такой быстроты счета, что стал почти мгновенно отвечать на вопросы встречных людей о представляющем их возраст числе часов или даже минут.
Некто Жакоби (Jacobi) дал ему первоначальное школьное образование, после чего представил 16 ноября 1840 года 14-летнего вундеркинда Парижской академии наук, которая для исследования способностей Мондё назначила особую комиссию, составленную из академиков Араго, Коши, Серра, Лиувилля и Штурма. На заседании академии перед избранием комиссии Мондё на вопросы: чему равен квадрат 756 и сколько минут в 52 годах, через несколько мгновений дал верные ответы. В докладе комиссии о результатах порученного ей исследования, представленном в заседании 14 декабря 1840 г., Коши говорил: 

«В настоящее время он легко исполняет в уме не только различные арифметические операции, но в очень многих случаях также и численное решение уравнений; он изобретает иногда замечательные процессы для решения множества различных вопросов, трактуемых обыкновенно с помощью алгебры, и определяет собственными способами точные или приближенные значения целых или дробных чисел, удовлетворяющих указанным условиям».
О памяти и других способностях Мондё, имеющих отношение к счёту, в том же докладе сообщалось: 

«Мы полюбопытствовали узнать, сколько времени употреблял Мондё для заучивания и удерживания в памяти числа, состоящего из разделённых на четыре грани 24 цифр, в такой мере, чтобы для него стало возможным назвать содержащиеся в каждой из граней шесть цифр. Оказалось, что для этого ему было достаточно пяти минут. Мондё обладает удивительной способностью схватывать предложения, относящиеся к числам. Один из нас указал ему различные средства упрощения арифметических операций, и он с величайшей лёгкостью осуществил их на практике. Впрочем, было бы заблуждением думать, что память Мондё, столь быстрая в деле представления чисел, может быть столь же легко применяема и к другим целям. Как мы уже заметили выше, ему с трудом дается запоминание названий мест, лиц и предметов, ещё не останавливавших на себе его внимания, например фигур, рассматриваемых в геометрии. Затем следует указать, что, погружённый в решение задачи, он может заниматься другим делом только в том случае, когда оно не мешает достижению его главной цели. Если же внимание Мондё обращено на несколько чисел, которые должны быть комбинируемы между собой, то, чтобы иметь возможность следить в уме за ходом операции, мысль его приковывается к ней с такой силой, как будто бы сам он был вполне изолирован от всего окружающего».
В заключение доклад выражал желание, «чтобы правительство доставило г-ну Жакоби средства для продолжения его доброго дела и для дальнейшего развития тех редких способностей, которые заставляют надеяться, что обладающий ими необыкновенный ребёнок будет со временем отличаться на учёном поприще».
Надежда эта, однако, не оправдалась, и Мондё оказался самым обычным человеком во всём, кроме искусства счёта; вследствие этого был забыт и умер в нищете.